# Puente de la Tavirona
El puente de la Tavirona es un puente ferroviario sobre el río Piedras, entre los municipios de Lepe y Cartaya, en la provincia de Huelva, perteneciente a la línea de ferrocarril Gibraleón-Ayamonte desde su puesta en servicio en 1936 hasta la clausura de esta en 1987. Actualmente el puente forma parte de la Vía Verde del Litoral.

## Descripción
El puente fue construido con el objetivo de salvar el paso sobre el río Piedras, en el km 24,034 de la línea de ferrocarril Gibraleón-Ayamonte. Tiene 80 metros de longitud y su estructura es muy similar al Muelle de Riotinto. Fue construido por la empresa Duro Felguera en Gijón en 1931 con los restos de un vagón de tren, en dos tramos de hierro de 40 m cada uno. El tablero es de viga de celosía metálica y los estribos son de sillería de granito con núcleo de hormigón en masa.

## Historia
La construcción del puente se realizó en 1931, en el marco de las obras necesarias para poner en funcionamiento la línea de ferrocarril Gibraleón-Ayamonte. Esta línea dejó de prestar servicio el 26 de septiembre de 1987. En los años noventa se acondicionó el antiguo recorrido de la línea de ferrocarril como la Vía Verde del Litoral. El desgaste debido al tiempo y la falta de inversiones en su mantenimiento o conservación provocaron el deterioro del puente y diversos incidentes, que provocaron su cierre al paso en noviembre de 2014. Los Ayuntamientos de Lepe y Cartaya solicitaron de forma conjunta a Adif la reparación del puente, calculada en una inversión necesaria de 150.000 euros, en diciembre del mismo año, sin éxito.